# Festival di Cannes 1976
La 29ª edizione del Festival di Cannes si è svolta a Cannes dal 13 al 28 maggio 1976.
La giuria presieduta dallo scrittore statunitense Tennessee Williams ha assegnato la Palma d'oro per il miglior film a Taxi Driver di Martin Scorsese.

## Selezione ufficiale

### Concorso
- L'unghia e il dente (La griffe et la dent), regia di François Bel e Gérard Vienne (Francia)
- Nishaant, regia di Shyam Benegal (India)
- Un enfant dans la foule, regia di Gérard Blain (Francia)
- L'eredità Ferramonti, regia di Mauro Bolognini (Italia)
- Pascual Duarte, regia di Ricardo Franco (Spagna)
- Vizi privati, pubbliche virtù, regia di Miklós Jancsó (Italia/Jugoslavia)
- Actas de Marusia - Storia di un massacro (Actas de Marusia), regia di Miguel Littín (Messico)
- Mr. Klein, regia di Joseph Losey (Francia/Italia)
- Déryné hol van?, regia di Gyula Maár (Ungheria)
- Stop a Greenwich Village (Next Stop, Greenwich Village), regia di Paul Mazursky (USA)
- Piccoli gangsters (Bugsy Malone), regia di Alan Parker (Gran Bretagna)
- L'inquilino del terzo piano (Le locataire), regia di Roman Polański (Francia)
- La Marchesa von... (Die Marquise von O...), regia di Éric Rohmer (Germania/Francia)
- Babatu, regia di Jean Rouch (Nigeria)
- Cría cuervos, regia di Carlos Saura (Spagna)
- Sweet Revenge, regia di Jerry Schatzberg (USA)
- Schatten der Engel, regia di Daniel Schmid (Svizzera/Germania)
- Brutti, sporchi e cattivi, regia di Ettore Scola (Italia)
- Taxi Driver, regia di Martin Scorsese (USA)
- Nel corso del tempo (Im Lauf der Zeit), regia di Wim Wenders (Germania)

### Fuori concorso
- Sartre par lui-même, regia di Alexandre Astruc, Michel Contat e Guy Séligmann (Francia)
- L'immagine allo specchio (Ansikte mot ansikte), regia di Ingmar Bergman (Svezia)
- Novecento, regia di Bernardo Bertolucci (Italia)
- The California Reich, regia di Keith Critchlow e Walter F. Parkes (USA)
- The Iceman Cometh, regia di John Frankenheimer (USA)
- Anna, regia di Alberto Grifi e Massimo Sarchielli (Italia)
- Le Pont de singe, regia di André Harris, Charles Nemes e Alain de Sedouy (Francia)
- Complotto di famiglia (Family Plot), regia di Alfred Hitchcock (USA)
- La Pharmacie de Shanghai, episodio di Come Yukong rimosse le montagne (Comment Yukong déplaca les montagnes), regia di Joris Ivens e Marceline Loridan (Francia)
- Hollywood Hollywood (That's Entertainment, Part II), regia di Gene Kelly (USA)
- Labirinto (Labirintus), regia di András Kovács (Ungheria)
- L'amore ferito (L'amour blessé), regia di Jean Pierre Lefebvre (Canada)
- Grey Gardens, regia di Albert e David Maysles, Ellen Hovde e Muffie Meyer (USA)
- Il mistero della signora Gabler (Hedda), regia di Trevor Nunn (Gran Bretagna)
- The Memory of Justice, regia di Marcel Ophüls (Gran Bretagna/USA/Francia/Germania)
- Appunti per un'Orestiade africana, regia di Pier Paolo Pasolini (Italia)
- Un equilibrio delicato (A Delicate Balance), regia di Tony Richardson (USA/Canada/Gran Bretagna)
- Cadaveri eccellenti, regia di Francesco Rosi (Italia)
- Sommergäste, regia di Peter Stein (Germania)
- Edvard Munch, regia di Peter Watkins (Svezia/Norvegia)

## Settimana internazionale della critica
- Iracema (Iracema - Uma Transa Amazônica), regia di Jorge Bodansky e Orlando Senna (Brasile/Germania/Francia)
- Il raccolto dei 3.000 anni (Mirt Sost Shi Amit), regia di Haile Gerima (Etiopia)
- Melodrame, regia di Jean-Louis Jorge (Francia)
- Der Gehulfe, regia di Thomas Koerfer (Svizzera)
- Tracks - Lunghi binari della follia (Tracks), regia di Henry Jaglom (USA)
- Une fille unique, regia di Philippe Nahoun (Francia)
- Le temps de l'avant, regia di Anne Claire Poirier (Canada)

## Quinzaine des Réalisateurs
- Giliap, regia di Roy Andersson (Svezia)
- Gitirana, regia di Jorge Bodanzky e Orlando Senna (Brasile)
- La tête de Normande St-Onge, regia di Gilles Carle (Canada)
- Son nom de Venise dans Calcutta désert, regia di Marguerite Duras (Francia)
- Behindert, regia di Stephen Dwoskin (Germania/Gran Bretagna)
- Os demónios de Alcácer Quibir, regia di José Fonseca e Costa (Portogallo)
- L'eau chaude, l'eau frette, regia di André Forcier (Canada)
- Le berceau de cristal, regia di Philippe Garrel (Francia)
- La batalla de Chile: La lucha de un pueblo sin armas - Segunda parte: El golpe de estado, regia di Patricio Guzmán (Cuba/Cile/Francia)
- Hollywood On Trial, regia di David Helpern (USA)
- O Casamento, regia di Arnaldo Jabor (Brasile)
- Cetiri dana do smrti, regia di Miroslav Jokic (Jugoslavia)
- Ferdinando il duro (Der Starke Ferdinand), regia di Alexander Kluge (Germania)
- Les nomades, regia di Sid Ali Mazif (Algeria)
- Anno Domini (Seljacka buna 1573), regia di Vatroslav Mimica (Jugoslavia)
- Ecco l'impero dei sensi (Ai no corrida), regia di Nagisa Ōshima (Giappone/Francia)
- Le Diable au coeur, regia di Bernard Queysanne (Francia)
- Duelle, regia di Jacques Rivette (Francia)
- Il cortile del diavolo (The Devil's Playground), regia di Fred Schepisi (Australia)
- Goldflocken, regia di Werner Schroeter (Francia/Germania)
- We Have Many Names, regia di Mai Zetterling (Svezia)

## Giuria
- Tennessee Williams, scrittore (USA) - presidente
- Jean Carzou, artista (Francia)
- Mario Cecchi Gori, produttore (Italia)
- Costa-Gavras, regista (Grecia)
- András Kovács, regista (Ungheria)
- Lorenzo Lopez Sancho, giornalista (Spagna)
- Charlotte Rampling, attrice (Gran Bretagna)
- Georges Schehadé, scrittore (Libano)
- Mario Vargas Llosa, scrittore (Perù)

## Palmarès
- Palma d'oro: Taxi Driver, regia di Martin Scorsese (USA)
- Grand Prix Speciale della Giuria: Cría cuervos, regia di Carlos Saura (Spagna) ex aequo La Marchesa von... (Die Marquise von O...), regia di Éric Rohmer (Germania/Francia)
- Prix d'interprétation féminine: Dominique Sanda - L'eredità Ferramonti, regia di Mauro Bolognini (Italia) ex aequo Mari Törőcsik - Déryné hol van?, regia di Gyula Maár (Ungheria)
- Prix d'interprétation masculine: José Luis Gómez - Pascual Duarte, regia di Ricardo Franco (Spagna)
- Prix de la mise en scène: Ettore Scola - Brutti, sporchi e cattivi (Italia)
- Grand Prix tecnico: Michel Fano - L'unghia e il dente (La griffe et la dent), regia di François Bel e Gérard Vienne (Francia)
- Premio FIPRESCI:
  - Concorso: Nel corso del tempo (Im Lauf der Zeit), regia di Wim Wenders (Germania)
  - Sezioni parallele: Ferdinando il duro (Der Starke Ferdinand), regia di Alexander Kluge (Germania)